# Észak-Borneó az 1956. évi nyári olimpiai játékokon
Észak-Borneó az ausztráliai Melbourne-ben és a svédországi Stockholmban megrendezett 1956. évi nyári olimpiai játékok egyik részt vevő nemzete volt. Az országot az olimpián 1 sportágban 2 sportoló képviselte, akik érmet nem szereztek. Észak-Borneó csak ebben az évben vett részt önálló csapattal az olimpiai játékokon – Malajziával való 1963-as egyesülése után a következő évi, 1964-es nyári olimpiától kezdve már Malajzia részeként jelent meg a sportünnepen.

## Atlétika
Férfi
| Versenyző        | Versenyszám | Selejtező | Selejtező | Döntő    | Döntő    |
| Versenyző        | Versenyszám | Eredmény  | Helyezés  | Eredmény | Helyezés |
| ---------------- | ----------- | --------- | --------- | -------- | -------- |
| Sium bin Diau    | Hármasugrás | 14,09 m   | 28.       | kiesett  | kiesett  |
| Gabuh bin Piging | Hármasugrás | 14,55 m   | 24.       | kiesett  | kiesett  |